# Contrôle de conventionnalité
Ne doit pas être confondu avec Contrôle de constitutionnalité ou Question prioritaire de constitutionnalité.
En droit français, on appelle contrôle de conventionnalité un contrôle relatif à la conformité d'une norme (législation et réglementation françaises) au regard des conventions internationales (droit de l'Union Européenne originaire et dérivé et avec la Convention européenne des droits de l'Homme).  
Un tel contrôle peut par exemple être exercé par un juge sur une loi ou sur tout acte administratif (décret, etc.). Les juges déclarant la loi contraire à la norme font prévaloir sur elle la norme issue du traité. La loi, ou la partie de la loi concernée, n'est pas à proprement parler abrogée mais elle est rendue sans effets.  

## Finalité
Le contrôle de conventionnalité vise particulièrement à assurer la supériorité des engagements internationaux et européens que la France a ratifiés sur les lois et les règlements internes (conformément à l'article 55 de la Constitution de 1958).
Ce contrôle ne doit pas être confondu avec le contrôle de constitutionnalité, consistant à s'assurer que la loi est conforme à la Constitution (et plus généralement, à toutes les normes ayant valeur constitutionnelle). Le contrôle de constitutionnalité est assuré par le Conseil constitutionnel (conformément aux articles 61 et suivants de la Constitution de 1958). 
Le Conseil constitutionnel s'est déclaré incompétent pour exercer le contrôle de conventionnalité des lois, dans la décision "IVG" du 15 janvier 1975 relative à la loi Veil (Décision n° 74-54 DC du 15 janvier 1975, Loi relative à l'interruption volontaire de la grossesse). 
Ce contrôle est ainsi exercé par le juge judiciaire depuis l'arrêt Jacques Vabre (ch. mixte, 24 mai 1975), et par le juge administratif, plus tardivement, depuis l'arrêt Nicolo (CE, Ass., 20 oct 1989, GAJA n°87, GD p.73). Cette attente s'explique essentiellement par le fait que ce n'est qu'en 1987 que le Conseil d'État a obtenu la reconnaissance constitutionnelle de sa fonction d'annulation des actes administratifs,.
Le juge ne peut toutefois écarter la loi ou le règlement inconventionnel qu'à l'occasion d'un litige, le demandeur au procès pouvant alors soulever une exception d'inconventionnalité. La contestation ne sera recevable qu'à condition que la loi ou le règlement, dont la conventionnalité est contestée, soit appelée à s'appliquer au litige en cours. 
Cette alternative de contrôle de la loi est à différencier de la Question Prioritaire de Constitutionnalité (QPC) qui permet à toute personne, à l'occasion d'un litige, de demander un contrôle de constitutionnalité d'une disposition législative. Ce contrôle permet l'abrogation de la loi et une inapplicabilité immédiate dans le procès en cours 